# Astragalus milingensis
Astragalus milingensis är en ärtväxtart som beskrevs av C.C.Ni och Pei Chun Qiong Li. Astragalus milingensis ingår i släktet vedlar, och familjen ärtväxter.

## Underarter
Arten delas in i följande underarter:
- A. m. heydeoides
- A. m. milingensis